# 키엔 에레스 투
《키엔 에레스 투》(스페인어: ¿Quién eres tú?)은 2012년 방영된 콜롬비아, 멕시코, 미국의 텔레노벨라이다.